# Seznam členů Slovenské národní rady po volbách v roce 1990
Toto je seznam členů Slovenské národní rady po volbách v roce 1990, kteří zasedali v tomto nejvyšším zákonodárném sboru Slovenska. Celkem bylo zvoleno 150 poslanců.

## Abecední seznam poslanců
V závorce stranická příslušnost (pokud je známa).

### A–H
- Alfonz Adamica (SNS[2])
- Gábor Agárdy (MKDH[3])
- Marián Andel (SNS[4])
- Anton Andráš (KDH[5])
- László Ásványi (MKDH[6])
- Božena Badálová (DS[7])
- František Baláž (KDH[5])
- Vojtech Balážik (SNS[5])
- František Balún (KDH[8])
- István Bartakovics (MKDH[9])
- Edita Bauerová (Együttélés[10])
- Eduard Bárány (KSS, resp. KSČS, pak SDĽ[11])
- Rudolf Belan (KSS, resp. KSČS, pak SDĽ[11])
- Vincent Blažko (KDH[7])
- Pavol Boroň
- Róbert Brestenský (SNS[12])
- Ivan Brndiar (DS[13])
- Peter Brňák (DS[14])
- Július Brocka (KDH)
- Ján Bruncko (KSS, resp. KSČS, pak SDĽ[15])
- Marián Budaj (SZ[16])
- Pál Csáky (MKDH)
- Ivan Čarnogurský (KDH)
- Vladimír Čečetka (VPN[17])
- Dušan Černák (SNS[18])
- Etela Deáková (SNS[5])
- Ivan Dianiška (VPN[3])
- Rastislav Dlovčoš
- László Dobos (Együttélés[9])
- Dušan Dobrovodský (KDH[11])
- Jozef Dobrovolný (KSS, resp. KSČS, pak SDĽ)
- Karol Dubjel (VPN[19])
- Karol Dubovan (KDH[20])
- Miroslav Dziak-Košický (VPN[11])
- Peter Ďurišin (VPN, pak HZDS[21])
- Jozef Filipp (SNS[5])
- Ján Findra (VPN, pak HZDS[21])
- Ľubomír Fogaš (KSS, resp. KSČS, pak SDĽ[22])
- Milan Ftáčnik (KSS, resp. KSČS, pak SDĽ[3])
- Milan Galanda (VPN[13])
- Juraj Gašpar (SNS[11])
- Michal Géci[23] (DS)
- Mihály Görcsös (MKDH[9])
- Andrej Hajduk (KDH[24])
- Rudolf Hamerlík (KDH[19])
- Štefan Harna (Együttélés[13])
- Peter Haťapka (KDH[20])
- Mikuláš Hirjak (Együttélés[8])
- Roman Hofbauer (VPN[15], pak HZDS)
- Pavol Homola (VPN, pak HZDS[25])
- Štefánia Homolová (KDH[26])
- Anton Hrnko (SNS[7])
- Martin Huba (VPN, na mandát rezignoval v srpnu 1990[27])
- Mikuláš Huba (SZ[28])
- Ivan Hudec (KSS, resp. KSČS, pak SDĽ[28])
- Augustín Marián Húska (VPN, pak HZDS[29])
- Jozef Hübel (VPN[5])
- Anton Hykisch (KDH[13])

### CH–R
- Cyril Ivan (SNS[30])
- Jaroslav Ivan (KDH[5])
- Jozef Ivan (SNS[3])
- Jozef Jakuš (KSS, resp. KSČS, pak SDĽ[28])
- Kálmán Janics (MKDH[9])
- Marián Januš (SNS[31])
- Ivan Jaroš (VPN[5])
- František Javorský (KDH[13])
- Bohumil Kačmár (VPN[32])
- Gabriela Kaliská (SZ[33])
- Anton Kaňa (SNS[5])
- František Kardoš
- Oľga Keltošová (DS)
- Anton Kerti (VPN[34])
- Ján Klepáč (KDH[17])
- Ladislav Kliman (KSS, resp. KSČS, pak SDĽ[15])
- Vladimír Kmeť (KDH[28])
- Ján Kmeťo (KDH[5])
- Vladimír Komár (KDH[35])
- Kveta Kondášová (KDH[36])
- Anna Koptová (VPN, resp. ROI[37])
- Ladislav Košťa[38] (VPN[39])
- Pavol Košťál (VPN[5])
- Vladimír Kotrus (VPN[3])
- Martin Krajčovič (VPN[5])
- Štefan Kružliak (KDH[5])
- Miroslav Kusý (VPN)
- Štefan Kvietik (SNS)
- Igor Laciak (SNS[5])
- Emil Lacko (KDH[40])
- Ivan Ľupták (VPN[41])
- Ján Ľupták (KSS, resp. KSČS, pak SDĽ)
- Štefan Macko (KDH[19])
- Ján Majer (DS, pak nezařazený[42])
- Elena Majtánová[43] (SNS[44])
- Oľga Marhulíková (KSS, resp. KSČS, pak SDĽ[45])
- Peter Markotán (VPN-MNI[9])
- Ján Masarik (KDH[12])
- Miroslav Miček (VPN[46])
- František Mikloško (VPN)
- Jozef Mikloško[47] (KDH)
- Eugen Mikó, též Jenő Mikó, (Együttélés[9])
- Zuzana Mistríková (VPN pak ODÚ-VPN[48])
- Vladimír Miškovský (SNS[49])
- László Nagy (VPN-MNI[9])
- Jozef Német (VPN[5])
- Štefan Nižňanský (KSS, resp. KSČS, pak SDĽ)
- Viera Nosková
- Igor Novák (KSS, resp. KSČS, pak SDĽ[5])
- Viliam Oberhauser (KDH[50])
- Pavel Okres (VPN[5])
- Milan Olejár[51] (KDH[3])
- Elena Majtánová (slib nesložila, rezignovala)
- Miroslav Ondruš (VPN)
- Vladimír Ondruš (VPN)
- Marta Oravcová (KSS, resp. KSČS, pak SDĽ[11])
- Ján Paučo (VPN[52])
- Peter Paulický (KSS, resp. KSČS, pak SDĽ[53])
- Ján Petko (SNS[54])
- Ladislav Pirovits (VPN-MNI[55])
- Juraj Plesník (KSS, resp. KSČS, pak SDĽ[56])
- Jozef Pokorný (SZ[33])
- Miroslav Pollák (KDH[12])
- Ladislav Porubec (SNS[57])
- Jozef Prokeš (SNS[58])
- Helena Rozinajová (KDH[17])
- Ernö Rózsa (MKDH[59], v jiném pramenu uváděno Együttélés[9])

### S–Z
- Peter Sabo (SZ[32])
- Milan Sečánský (VPN[29], pak HZDS[20])
- Ladislav Seják (VPN[5])
- Vladimír Sládek (VPN[60])
- Ladislav Snopko (VPN)
- Jozef Sokol (VPN, pak HZDS[61])
- Marcel Strýko (VPN[62])
- Rezső Szabó (MKDH[17])
- Karol Szokol (VPN, pak HZDS[61])
- Soňa Szomolányiová (slib nesložila, rezignovala[63])
- Štefan Taraj (KDH[20])
- Peter Tatár (VPN[60])
- Peter Tirinda (MKDH[12])
- Zdenka Tóthová (SZ[60])
- Jozef Trepáč (KSS, resp. KSČS, pak SDĽ[5])
- Daniela Uramová (KSS, resp. KSČS, pak SDĽ[11])
- Alexander Varga[47] (VPN-MNI[9])
- Ján Varjú (KSS, resp. KSČS, pak SDĽ[28])
- Anna Vilčeková (SNS[11])
- Peter Weiss (KSS, resp. KSČS, pak SDĽ)
- Gábor Zászlós (VPN-MNI)
- Hana Zelinová-Havlátová (DS)
- Milan Zemko (VPN[64], slib složil ze zdravotních důvodů až na 2. schůzi SNR)
- Alfonz Zoričák (VPN[22])
- Jozef Zselenák (KSS, resp. KSČS, pak SDĽ)
- Radomír Žingor (VPN[13])

poslanci nastoupivší dodatečně jako náhradníci (řazeni chronologicky)
- Dagmar Kmeťová (SNS,[44] nastoupila jako náhradnice v červnu 1990 poté, co hned po volbách rezignovala poslankyně Elena Majtánová[63])
- Jozef Berényi (VPN-MNI, [65] nastoupil jako náhradník v červnu 1990 poté, co hned po volbách rezignovala poslankyně Soňa Szomolányiová[63])
- Ján Chmelo (VPN, nastoupil jako náhradník v srpnu 1990 poté, co rezignoval Martin Huba[27])
- Vladimír Horváth (VPN, nastoupil jako náhradník v lednu 1991 poté, co rezignoval Jozef Mikloško[66])
- Jozef Moravčík (VPN, nastoupil jako náhradník v lednu 1991 poté, co rezignoval Alexander Varga[66])
- Pius Biely (VPN, nastoupil jako náhradník v dubnu 1991 poté, co rezignoval Ladislav Košťa[67])
- Peter Marko (KDH, nastoupil jako náhradník v květnu 1991 poté, co rezignoval Milan Olejár[68])
- Mária Olejníková (DS, nastoupila jako náhradnice v listopadu 1991 poté, co rezignoval Michal Géci[69])
- Eduard Granec (DS, nastoupil jako náhradník v prosinci 1991[70])
- Ján Hornyák (MKDH, nastoupil jako náhradník v prosinci 1991[70])
- Štefan Tarnóczy (MKDH[71], nastoupil jako náhradník v lednu 1992[72])